# Karl Egon II. zu Fürstenberg

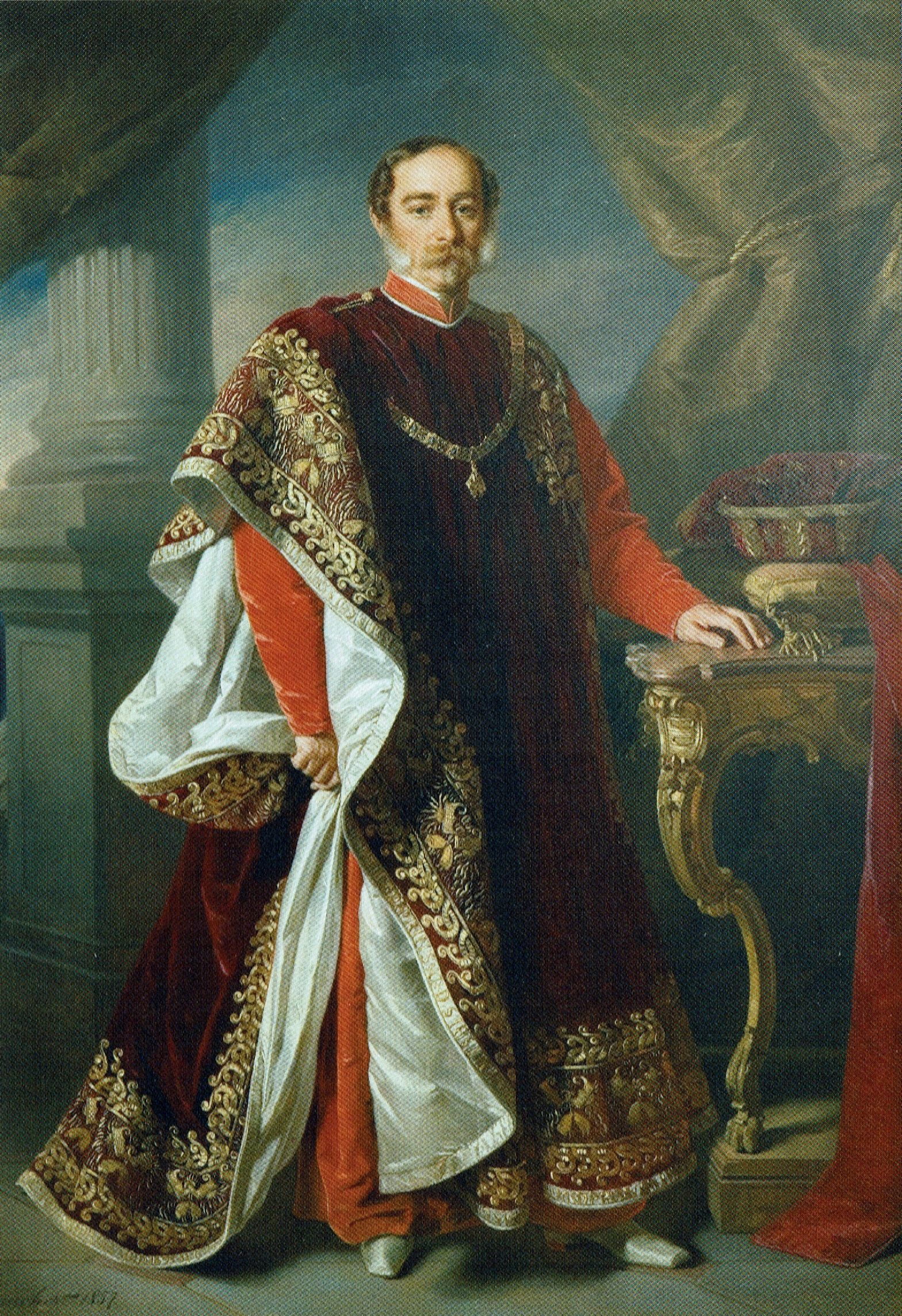
Fürst Karl Egon II. zu Fürstenberg im Ordensornat (Goldenes Vlies)

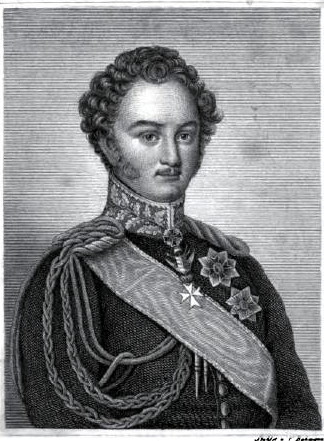
Fürst Karl Egon II. zu Fürstenberg um 1831

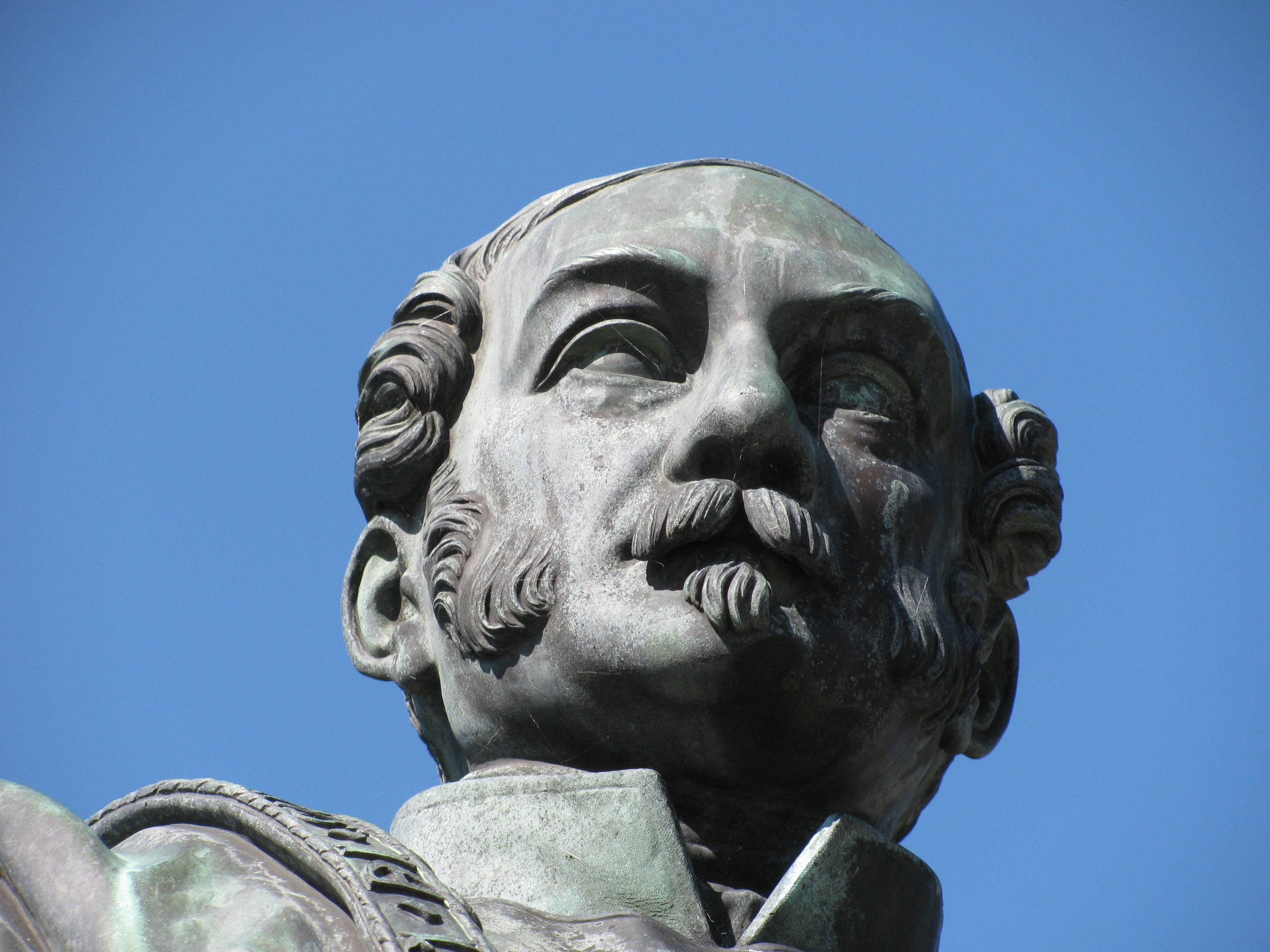
Karl Egon II. zu Fürstenberg
(Heiligenberger Fürstenbrunnen)

Karl Egon II. Fürst zu Fürstenberg (* 28. Oktober 1796 in Prag; † 22. Oktober 1854 in Ischl) war der erste Vizepräsident der Ersten Kammer der Badischen Ständeversammlung und nahm dieses Amt im Zeitraum von 1819 bis 1852 rund 33 Jahre wahr. Er war 1804 bis 1806 der letzte souveräne Fürst zu Fürstenberg, wobei er wegen seiner Minderjährigkeit unter Vormundschaft stand.

## Leben
Karl Egon war der einzige Sohn des österreichischen Generals Fürst Karl Aloys zu Fürstenberg und dessen Gemahlin Prinzessin Elisabeth von Thurn und Taxis.
Bald nach dem Tod seines Vaters (25. März 1799) verstarb im gleichen Jahr (13. Dezember 1799) auch sein Cousin Karl Gabriel, der Stammhalter der böhmischen Linie zu Pürglitz, im jugendlichen Alter von 14 Jahren. Sein Onkel Karl Joachim, der letzte männliche Nachkomme der schwäbischen, reichsfürstlichen Linie, verstarb 1804, womit Karl Egon fast alle Besitzungen des Hauses Fürstenberg erbte und vereinigte. Einzig die mährische Linie des Hauses Fürstenberg nahm weiter eine getrennte Entwicklung.
1804 übernahm seine Mutter zusammen mit einem entfernten Onkel aus der mährischen Linie, Landgraf Joachim Egon von Fürstenberg, die vormundschaftliche Regierung für den gerade einmal siebenjährigen Karl Egon. Als faktischer Regent wird der fürstliche Oberforstmeister Joseph von Laßberg angesehen, der außerehelich mit der Fürstinwitwe liiert war.
Nach Auflösung des Fürstentums Fürstenberg mit der Rheinbundakte 1806 wurde Karl Egon bei seiner Volljährigkeit 1817 nicht Fürst eines reichsunmittelbaren Territoriums, sondern Grundherr großer Güter mit ausgedehnten Waldungen und einigen industriellen Unternehmungen sowie Standesherr des Großherzogtums Baden, des Königreichs Württemberg und des Fürstentums Hohenzollern-Sigmaringen, also in jenen Staaten, auf die sein Fürstentum aufgeteilt worden war. Fürstin Elisabeth und Laßberg versuchten auf dem Wiener Kongress vergeblich, die Mediatisierung des Fürstentums Fürstenberg rückgängig zu machen.
Am 18. Januar 1851 wurde Karl Egon zu Fürstenberg Ritter des Schwarzen Adlerordens, der höchsten preußischen Auszeichnung, und 1836 Ritter des Ordens vom goldenen Vlies österreichischer Zweig. Von 1849 bis 1852 war Carl Egon II. Meister vom Stuhl der Freimaurerloge „Leopold zur Treue“ Nr. 151 (gegr. 1785) in Karlsruhe.

### Der Politiker

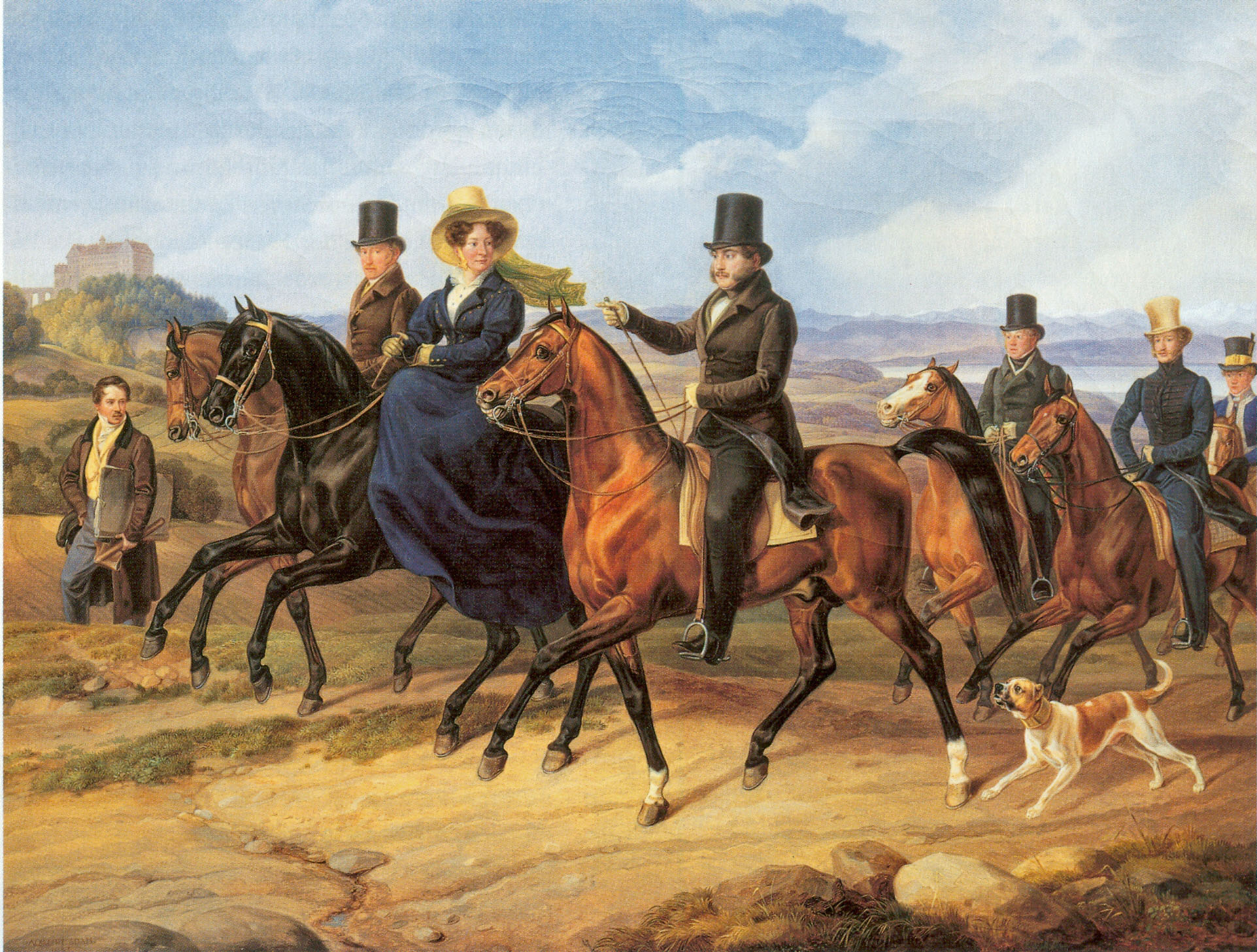
Albrecht Adam: Kavalkade vor Schloss Heiligenberg (1831) – Karl Egon II. zu Fürstenberg und seine Frau Amalie von Baden mit Gefolge.

Als Standesherr war er automatisch Mitglied der Ersten Kammer der Badischen Ständeversammlung und zudem deren erster Vizepräsident. Er nahm dieses Amt im Zeitraum von 1819 bis 1852 rund 33 Jahre lang während der Präsidentschaft von Prinz Wilhelm von Baden wahr. Wegen seiner Besitzungen war er seit 1819 auch Mitglied der Ersten Kammer der württembergischen Landstände und seit 1850 des Preußischen Herrenhauses. Auch in der württembergischen Ersten Kammer übte Karl Egon zu Fürstenberg mehrmals die Vizepräsidentschaft aus. 1850 war er Abgeordneter im Staatenhaus des Erfurter Unionsparlaments. Die Geschichtsliteratur beschreibt ihn als – für seine Zeit – fortschrittlich denkend und auf Ausgleich bedacht.
Insbesondere während der Sitzungen des im ganzen Deutschen Bund beachteten Landtags von 1831 hatte Karl Egon einen gewichtigen Anteil an der Zustimmung der Ersten Kammer zu dem auf Druck der Zweiten Kammer von der Regierung vorgelegten liberalen Pressegesetz. Dieses Pressegesetz hob die Zensur zumindest für badische Angelegenheiten auf.

### Der Mäzen
Karl Egon widmete sich neben der Verwaltung seiner Güter und der Politik auch den Künsten. Als Mäzen von Musik- und Theateraufführungen, sowie Sammler von Gemälden, Kupferstichen, Münzen und Handschriften erwarb er für sich und seine „Residenz“ im ländlichen Donaueschingen einen Ruf. Mit der Erweiterung seiner Sammlungen betraute er Franz Simon von Pfaffenhofen.
1818–1822 holte er Conradin Kreutzer als Hofkapellmeister nach Donaueschingen; dessen Nachfolger war von 1822 bis 1866 der böhmische Kapellmeister Jan Václav Kalivoda.
Karl Egon erweiterte den Bestand der Hofbibliothek Donaueschingen, insbesondere durch den Ankauf der Sammlung des Joseph von Laßberg 1853, und machte sie dem Publikum zugänglich. Als Bibliothekar und Archivar (und späteren Rat) verpflichtete er bereits 1825 den angehenden Schriftsteller Karl Egon Ebert, der ihm und seiner Gattin Amalia mehrere seiner Werke widmete.

## Ehe und Nachkommen

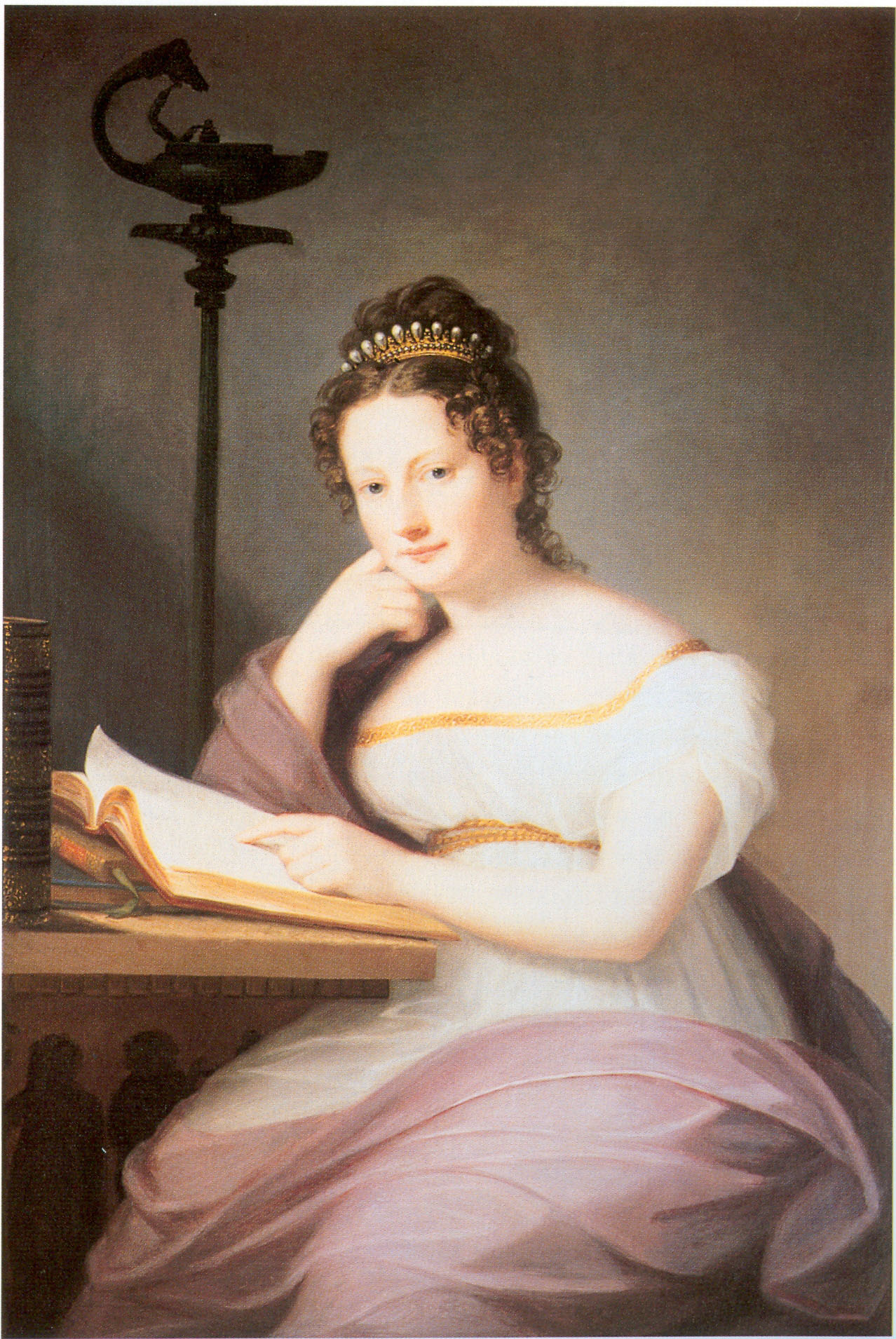
Fürstin Amalie zu Fürstenberg,
geb. Prinzessin von Baden, 1819

Am 19. April 1818 heiratete Fürst Karl Egon in Karlsruhe Prinzessin Amalie von Baden (* 26. Januar 1795; † 14. September 1869), eine Tochter des Großherzogs Karl Friedrich aus dessen morganatischer Ehe.
- Marie Elisabeth (* 15. März 1819; † 9. April 1897)
- Karl Egon III. (* 4. März 1820; † 15. März 1892)
- Maria Amalia (* 12. Februar 1821; † 17. Januar 1899) ⚭ 19. April 1845 Viktor I. zu Hohenlohe-Schillingsfürst
- Maximilian Egon (* 29. März 1822; † 27. Juli 1873)  ⚭ 23. Mai 1860 Gräfin Leontine von Khevenhüller-Metsch (* 25. Februar 1843; † 9. August 1914)
- Marie Henriette (* 16. Juli 1823; † 19. September 1834)
- Emil Egon (* 12. September 1825; † 15. Mai 1899) ⚭ 31. Mai 1875 Gräfin Leontine von Khevenhüller-Metsch (* 25. Februar 1843; † 9. August 1914)
- Pauline Wilhelmine (* 11. Juni 1829; † 3. August 1900) ⚭ 15. April 1847 Hugo Fürst zu Hohenlohe-Oehringen